# Tossal de la Costera
El Tossal de la Costera és una muntanya de 1.403 metres que es troba al municipi del Pont de Suert, a la comarca catalana de l'Alta Ribagorça.